# Birilyussky (huyện)
Huyện Birilyussky (tiếng Nga: ? райо́н) là một huyện hành chính tự quản (raion), của Vùng Krasnoyarsk, Nga. Huyện có diện tích 11455 kilômét vuông. Trung tâm của huyện đóng ở Novobirilyussy.